# تشوي كانغ هي (لاعب كرة قدم)
تشوي كانغ هي مواليد 12 أبريل 1959 في كوريا الجنوبية، هو لاعب كرة قدم كوري جنوبي دولي سابق كان يلعب كمدافع. سبق له أن لعب في كأس العالم لكرة القدم مع منتخب بلاده. لعب خلال مسيرته 187 مباراة سجل خلالها 10 أهداف.

## المسيرة الاحترافية

### أندية لعب لها
- بوهانغ ستيلرز
- نادي أولسان هيونداي

## روابط خارجية
- تشوي كانغ هي على موقع الاتحاد الدولي (مؤرشف)  (الإنجليزية)
- تشوي كانغ هي على موقع دوري كوريا الجنوبية (الإنجليزية)
- تشوي كانغ هي على موقع قاعدة بيانات كرة القدم.إي يو (الإنجليزية)
- تشوي كانغ هي على موقع ناشيونال فوتبول تيمز (الإنجليزية)
- تشوي كانغ هي على موقع عالم كرة القدم.نت (الإنجليزية)
- تشوي كانغ هي على موقع أوليمبيديا (الإنجليزية)